# Rita Ottervik
Rita Irene Ottervik (født 11. september 1966 i Kvenvær på Hitra) er en norsk politiker fra Arbeiderpartiet. Hun har været medlem af Trondheim bystyre siden 1999 og ordfører siden 2003. Før dette havde hun en række hverv i politik og organisationsliv.
Hun begyndte sin politiske karriere i AUF, der hun tilhørte kredsen omkring Trond Giske. Ottervik var medlem af Sør-Trøndelag fylkesting 1988–1989, ungdomssekretær i AUF og LO i Sør-Trøndelag 1989–1990, organisationsmedarbejder i Handel og Kontor i 1991, konsulent ved Studentsamskipnaden i Trondheim i 1992, generalsekretær i AUF 1992–1996, politisk rådgiver for statsminister Thorbjørn Jagland 1996–1997, næstekommanderende i AUF i Sør-Trøndelag 1997–1998 samt organisationskonsulent i Norges Handikapforbund 1998–1999.
I 1999 blev hun bystyremedlem og kommunalråd i Trondheim, og overtog som ordfører fire år senere. Foruden en mængde hverv i egenskab af ordførerhvervet, har Ottervik vært styremedlem ved Trøndelag Teater siden 2004. Hun var på tale som statsråd efter stortingsvalgene i 2005 og 2009, men gjorde det klart begge gange at hun ville prioritere ordførerhvervet. I efteråret 2013 blev hun kommunens længstsiddende ordfører, efter ti år på posten.
Ottervik har været bosat i Trondheim siden 1984. Hun har studiekompetanse og filosofikum, og arbejdede ved Domus Interiør og som medarbejder i informationsskranken ved City Syd 1985–1989. Hun er gift med tidligere stortingsrepræsentant Tore Nordseth.
I februar 2008 blev Ottervik "lamslaat" til ridder af De Sorte Faars Ridderskab, Studentersamfundet i Trondhjems orden. Ottervik modtog ordenens insignier på Trondheim torv den 17. maj.